# Châtelus (Isère)
Châtelus település Franciaországban, Isère megyében. Lakosainak száma 94 fő (2022. január 1.). Châtelus Échevis, Saint-Julien-en-Vercors, Choranche és Pont-en-Royans községekkel határos.

## Népesség
A település népességének változása:
| Lakosok száma | 144  | 70   | 84   | 83   | 92   | 96   | 88   | 91   | 95   | 94   |
|               | 1968 | 1982 | 1990 | 2006 | 2013 | 2015 | 2017 | 2019 | 2020 | 2022 |